# 李行里
李 行里（り こうり、生没年不詳）は、元のダルガチ。李安社の四男。妻の貞淑王后崔氏の本貫は登州であり、登州で戸長を務めていた崔基烈（최기열）の娘である。曾孫の李成桂が朝鮮を建国すると翼王として追尊され、さらに太宗が廟号を翼祖（익조）、諡号を康恵聖翼大王（강혜성익대왕）として追尊した。

## 生涯
父の李安社は元朝から遼陽等処行中書省の開元路の斡東（豆満江の下流地域）のダルガチに任命されていた。父が死去すると、至元12年（1275年）3月にダルガチの地位を受け継いだ。至元18年（1281年）、弘安の役に際して双城総管府に属した千戸らと共に元軍の日本遠征に参戦し、高麗南部の出発基地である合浦に集結した。このとき高麗の忠烈王に謁見し先祖の罪を謝罪すると、忠烈王は李行里を激励したという。しかし、日本遠征から生還した後は豆満江流域の女真の千戸と対立して奇襲を受け、豆満江の河口近くの赤島に逃れた。
至元27年（1290年）、父が斡東に行く以前に住んでいた宜州（現在の元山市）に移った。ただし、李行里が女真を避けて赤島に入ったというのは、李子春神道碑にも定陵碑にも見られず、李行里の伝説が変化している。大徳4年（1300年）、元から勅命を受け、双城一帯の高麗系軍民を治めるダルガチに再び任命された。不詳の年の9月10日に死去したと伝わっている。
死後、安辺府瑞谷県の北洞に葬られ、朝鮮開国後は智陵と称された。

## 家族
- 父：李安社
- 母：孝恭王后
- 妻：貞淑王后崔氏
  - 子：李安、李長、李松、李椿、李源、李古泰、李腆、李応巨